# Ирска на Европском првенству у атлетици на отвореном 2014.
Ирска је учествовала на 22. Европском првенству у атлетици на отвореном 2014. одржаном у Цириху од 12. до 17. августа.То је било њено 19. учешће на овом такмичењу. Репрезентацију Ирске представљало је 26 спортиста (16 мушкараца и 10 жена) који су се такмичили у 15 дисциплина (7 мушких и 8 женских).
На овом првенству Ирска је делила 23 место по броју освојених медаља са 1 медаљом (бронза). Поред тога оборена су три национална и три лична рекорда и остварена су три најбоља лична резултата сезоне. У табели успешности према броју и пласману такмичара који су учествовали у финалним такмичењима (првих 8 такмичара) Ирска је са 4 учесника у финалу заузела 24. место са 16 бодова.
| Пл. | Земља | 1. место | 2. место | 3. место | 4. место | 5. место | 6. место | 7. место | 8. место | Бр. фин. | Бодови |
| --- | ----- | -------- | -------- | -------- | -------- | -------- | -------- | -------- | -------- | -------- | ------ |
| 24. | Ирска | -        | -        | 1-6      | 1-5      | 1-4      | -        | -        | 1-1      | 4        | 16     |

## Учесници
| Мушкарци: - Richard Morrissey — 400 м, 4 х 400 м - Брајан Греган — 400 м, 4 х 400 м - Марк Инглиш — 800 м - Declan Murray — 800 м - Ciaran O'Lionaird — 1.500 м - Џон Траверс — 1.500 м - Пол Робинсон — 1.500 м - Thomas Frazer — Маратон - Sean Hehir — Маратон - Пол Полок — Маратон - Kevin Seaward — Маратон - Томас Бар — 400 м препоне, 4 х 400 м - Џејсон Харвеј — 400 м препоне - Brian Murphy — 4 х 400 м - Брендан Бојс — 50 км ходање - Роберт Хефернан — 50 км ходање | Жене: - Ејми Фостер — 100 м, 4 х 100 м - Фил Хили — 100 м, 4 х 100 м - Кели Пропер — 200 м, 4 х 100 м - Финула Бритон — 10.000 м, Маратон - Сара Мулиган — Маратон - Барбара Санчез — Маратон - Sonata Tamošaityte — 100 м препоне - Christine McMahon — 400 м препоне - Сара Лавин — 4 х 100 м - Лора Рејнолдс — 20 км ходање |  |

## Освајачи медаља (1)

### Бронза (1)
- Марк Инглиш — 800 м

## Резултати

### Мушкарци
| Атлетичар          | Дисциплина    | Лични рекорд | Квалификације     | Квалификације     | Полуфинале            | Полуфинале            | Финале                | Финале            | Детаљи |
| Атлетичар          | Дисциплина    | Лични рекорд | Резултат          | Место             | Резултат              | Место                 | Резултат              | Место             | Детаљи |
| ------------------ | ------------- | ------------ | ----------------- | ----------------- | --------------------- | --------------------- | --------------------- | ----------------- | ------ |
| Richard Morrissey  | 400 м         | 46,42        | 46,64 кв, ЛР      | 6. у гр. 2        | 46,64                 | 7. у гр. 2            | Нису се квалификовали | 20 / 40           |        |
| Брајан Греган      | 400 м         | 45,53        | 46,33 КВ          | 3. у гр. 4        | 45,81 ЛРС             | 6. у гр. 3            | Нису се квалификовали | 10 / 40           |        |
| Марк Инглиш        | 800 м         | 1:44,84      | 1:47,38 КВ        | 1. у гр. 2        | 1:46,23 кв            | 4. у гр. 3            | 1:45,03 =ЛРС          |                   |        |
| Declan Murray      | 800 м         | 1:46,77      | 1:50,01           | 7. у гр. 3        | Нису се квалификовали | Нису се квалификовали | Нису се квалификовали | 28 / 34           |        |
| Ciaran O'Lionaird  | 1.500 м       | 3:34,46      | 3:39,79 кв        | 7. у гр. 1        |                       |                       | Није завршио трку     | Није завршио трку |        |
| Џон Траверс        | 1.500 м       | 3:37,27      | 3:49,73           | 14. у гр. 1       | Није се квалификовао  | 14 / 31 (32)          |                       |                   |        |
| Пол Робинсон       | 1.500 м       | 3:35,22      | 3:39,83 КВ        | 4. у гр. 2        | 3:46,35               | 4 / 31 (32)           |                       |                   |        |
| Thomas Frazer      | Маратон       | 2:17:45      |                   |                   |                       |                       | 2:21:56               | 35 / 50 (72)      |        |
| Sean Hehir         | Маратон       | 2:17:35      | 2:17:59           | 20 / 50 (72)      |                       |                       |                       |                   |        |
| Пол Полок          | Маратон       | 2:16:30      | Није стартовао    | Није стартовао    |                       |                       |                       |                   |        |
| Kevin Seaward      | Маратон       | 2:18:46      | 2:20:30           | 28 / 50 (72)      |                       |                       |                       |                   |        |
| Томас Бар          | 400 м препоне | 48,90 НР     | 49,79 КВ          | 1. у гр. 2        | 49,30                 | 3. у гр. 2            | Није се квалификовао  | 10 / 36           |        |
| Џејсон Харвеј      | 400 м препоне | 50,13        | 51,91             | 7. у гр. 5        | Није се квалификовао  | Није се квалификовао  | Није се квалификовао  | 32 / 36           |        |
| Брајан Греган²     | 4 х 400 м     | 3:03,73 НР   | 3:03,57 КВ, НР    |                   |                       | 3. у гр. 2            | 3:01,67 НР            | 5 / 16            |        |
| Марк Инглиш²       | 4 х 400 м     | 3:03,73 НР   | 3:03,57 КВ, НР    |                   |                       | 3. у гр. 2            | 3:01,67 НР            | 5 / 16            |        |
| Richard Morrissey² | 4 х 400 м     | 3:03,73 НР   | 3:03,57 КВ, НР    |                   |                       | 3. у гр. 2            | 3:01,67 НР            | 5 / 16            |        |
| Томас Бар²         | 4 х 400 м     | 3:03,73 НР   | 3:03,57 КВ, НР    |                   |                       | 3. у гр. 2            | 3:01,67 НР            | 5 / 16            |        |
| Brian Murphy*      | 4 х 400 м     | 3:03,73 НР   | 3:03,57 КВ, НР    |                   |                       | 3. у гр. 2            | 3:01,67 НР            | 5 / 16            |        |
| Брендан Бојс       | 50 км ходање  | 3:54:34      |                   |                   |                       |                       | 3:51:34 ЛР            | 16 / 26 (35)      |        |
| Роберт Хефернан    | 50 км ходање  | 3:37:54 НР   | Није завршио трку | Није завршио трку |                       |                       |                       |                   |        |

- Такмичар у штафети обележен звездицом трчао је у квалификацијама, а такмичари који су обележени бројем трчали су и у појединачним дисциплинама.

### Жене
| Атлетичарка       | Дисциплина    | Лични рекорд | Квалификације | Квалификације | Полуфинале            | Полуфинале            | Финале                | Финале             | Детаљи |
| Атлетичарка       | Дисциплина    | Лични рекорд | Резултат      | Место         | Резултат              | Место                 | Резултат              | Место              | Детаљи |
| ----------------- | ------------- | ------------ | ------------- | ------------- | --------------------- | --------------------- | --------------------- | ------------------ | ------ |
| Ејми Фостер       | 100 м         | 11,40 НР     | 11,51 кв      | 5. у гр. 2    | 11,79                 | 8. у гр. 1            | Није се квалификовала | '24 / 36 (37)      |        |
| Фил Хили          | 100 м         | 11,49        | 11,53         | 6. у гр. 5    | Није се квалификовала | Није се квалификовала | Није се квалификовала | 26 / 36 (37)       |        |
| Кели Пропер       | 200 м         | 23,16        | 23,37 КВ      | 4. у гр. 5    | 23,15 ЛР              | 5. у гр. 1            | Није се квалификовала | 10 / 35            |        |
| Финула Бритон     | 10.000 м      | 31:29,22     |               |               |                       |                       | 32:32,45 ЛРС          | 8 / 26             |        |
| Финула Бритон     | маратон       |              | 2:31:46       | 10 / 48 (53)  |                       |                       |                       |                    |        |
| Сара Мулиган      | маратон       |              | 2:42:43       | 36 / 48 (53)  |                       |                       |                       |                    |        |
| Барбара Санчез    | маратон       | 2:37:14      | 2:43:59       | 41 / 48 (53)  |                       |                       |                       |                    |        |
| Sarah Lavin       | 100 м препоне | 13,23        | 13,35         | 8. у гр. 2    | Није се квалификовала | Није се квалификовала | Није се квалификовала | 29 / 30 (31)       |        |
| Christine McMahon | 400 м препоне | 56,97        | 57,16 КВ      | 3. у гр. 2    | 57,31                 | 8. у гр. 2            | Није се квалификовала | 15 / 24 (26)       |        |
| Ејми Фостер²      | 4 х 100 м     | 43,93 НР     | 43,84 НР      | 4. у гр. 2    |                       |                       | Нису се квалификовале | 10 / 15 (16)       |        |
| Кели Пропер²      | 4 х 100 м     | 43,93 НР     | 43,84 НР      | 4. у гр. 2    |                       |                       | Нису се квалификовале | 10 / 15 (16)       |        |
| Сара Лавин        | 4 х 100 м     | 43,93 НР     | 43,84 НР      | 4. у гр. 2    |                       |                       | Нису се квалификовале | 10 / 15 (16)       |        |
| Фил Хили²         | 4 х 100 м     | 43,93 НР     | 43,84 НР      | 4. у гр. 2    |                       |                       | Нису се квалификовале | 10 / 15 (16)       |        |
| Лора Рејнолдс     | 20 км ходање  | 1:31:02      |               |               |                       |                       | Није завршила трку    | Није завршила трку |        |

- Такмичарке у штафети обележене бројем трчале су и у појединачним дисциплинама.